# Спенсер (округ, Индиана)
Спе́нсер (англ. Spencer County) — округ в штате Индиана, США.
По состоянию на 2010 год, численность населения составляла 20 952 человек.

## История
Округ Спенсер был официально образован в 1818 году и назван в честь капитана Спайера Спенсера, павшего в битве при Типпекану.

## География
По данным Бюро переписи США, общая площадь округа равняется 1 039,705 км2, из которых 1 027,558 км2 суша и 12,121 км2 или 1,170 % это водоёмы.

## Население
По данным переписи населения 2000 года в округе проживает 20 391 жителей в составе 7 569 домашних хозяйств и 5 752 семей. Плотность населения составляет 20,00 человек на км2. На территории округа насчитывается 8 333 жилых строений, при плотности застройки около 8,00-ми строений на км2. Расовый состав населения: белые — 97,70 %, афроамериканцы — 0,60 %, коренные американцы (индейцы) — 0,22 %, азиаты — 0,19 %, гавайцы — 0,01 %, представители других рас — 0,74 %, представители двух или более рас — 0,53 %. Испаноязычные составляли 1,49 % населения независимо от расы.
В составе 35,40 % из общего числа домашних хозяйств проживают дети в возрасте до 18 лет, 65,00 % домашних хозяйств представляют собой супружеские пары проживающие вместе, 7,20 % домашних хозяйств представляют собой одиноких женщин без супруга, 24,00 % домашних хозяйств не имеют отношения к семьям, 20,80 % домашних хозяйств состоят из одного человека, 10,00 % домашних хозяйств состоят из престарелых (65 лет и старше), проживающих в одиночестве. Средний размер домашнего хозяйства составляет 2,65 человека, и средний размер семьи 3,07 человека.
Возрастной состав округа: 26,50 % моложе 18 лет, 7,30 % от 18 до 24, 29,10 % от 25 до 44, 24,10 % от 45 до 64 и 24,10 % от 65 и старше. Средний возраст жителя округа 37 лет. На каждые 100 женщин приходится 100,40 мужчин. На каждые 100 женщин старше 18 лет приходится 100,00 мужчин.
Средний доход на домохозяйство в округе составлял 42 451 USD, на семью — 49 123 USD. Среднестатистический заработок мужчины был 35 125 USD против 22 787 USD для женщины. Доход на душу населения составлял 18 000 USD. Около 4,80 % семей и 6,90 % общего населения находились ниже черты бедности, в том числе — 7,90 % молодежи (тех, кому ещё не исполнилось 18 лет) и 7,80 % тех, кому было уже больше 65 лет.